# Mikaela Shiffrin
Mikaela Pauline Shiffrin (* 13. März 1995 in Vail, Colorado) ist eine US-amerikanische Skirennläuferin. Mit bisher 101 Weltcupsiegen ist sie geschlechterübergreifend die erfolgreichste Skifahrerin in der Weltcupgeschichte. In ihrer Paradedisziplin Slalom ist Shiffrin die jüngste Olympiasiegerin, die erste vierfache Weltmeisterin in Folge sowie achtmalige Siegerin der Weltcup-Disziplinenwertung. Ihre 64 Slalomweltcupsiege sind ebenfalls ein Rekord. Sie gewann bisher drei olympische Medaillen (davon zwei goldene) und acht Weltmeistertitel. Shiffrin entschied fünfmal den Gesamtweltcup für sich; zudem gewann sie insgesamt elf Disziplinenwertungen. Außerdem ist Shiffrin eine von nur sieben Athletinnen, die Weltcupsiege in allen Disziplinen errangen. In der Saison 2018/19 gewann sie 17 Weltcuprennen, damit hält sie den Rekord für die meisten Saisonsiege. Shiffrin ist neben Anja Pärson die einzige Skirennläuferin, die in fünf verschiedenen Disziplinen Goldmedaillen bei Weltmeisterschaften gewonnen hat. Zudem hat sie insgesamt 15 Medaillen bei Weltmeisterschaften gewonnen, was vor ihr erst Christl Cranz in den 1930er-Jahren geschafft hat.

## Karriere

### Juniorin
Shiffrin besuchte wie ihr zwei Jahre älterer Bruder Taylor, der ebenfalls Skirennläufer ist, die Burke Mountain Academy in Vermont. Erste Erfolge auf nationaler Ebene hatte sie im Whistler Cup, einem Nachwuchswettbewerb für Kinder im Alter von 11 bis 14 Jahren. 2008 gewann sie dort den Slalom, den Riesenslalom und die Kombination. Neben weiteren Erfolgen bei Juniorenrennen in den USA gewann sie 2009 zum zweiten Mal den Slalom und 2010 zum zweiten Mal den Riesenslalom des Whistler Cup. Einen Monat davor hatte sie schon außerhalb ihres Heimatlandes auf sich aufmerksam gemacht, als sie beim Trofeo Topolino in Italien, dem bedeutendsten internationalen Kinderskirennen, Slalom und Riesenslalom gewann.
Als sie das Alterslimit erreicht hatte, fuhr sie im November 2010 die ersten FIS-Rennen. Noch im selben Monat kam sie auch erstmals im Nor-Am Cup zum Einsatz, wo sie schon im zweiten Rennen unter die zehn Besten fuhr. Nach insgesamt drei Top-Ten-Platzierungen in dieser Rennserie gewann die damals 15-Jährige am 14. Dezember 2010 die Super-Kombination in Panorama und zwei Tage später auch den Riesenslalom. Nach dem Jahreswechsel folgten zwei weitere Slalomsiege in Sunday River. Am Ende der Saison 2010/2011 belegte sie jeweils den dritten Platz in der Gesamt-, Riesenslalom- und Super-Kombinations-Wertung sowie den ersten Platz in der Slalomwertung. Bei den Juniorenweltmeisterschaften 2011 in Crans-Montana gewann sie die Bronzemedaille im Slalom. Im März 2011 bestritt sie in Špindlerův Mlýn (Spindlermühle) ihre ersten beiden Weltcuprennen, einen Slalom und einen Riesenslalom, bei denen sie sich nicht für den zweiten Durchgang qualifizieren konnte. Am Ende der Saison 2011 gewann sie die nationale Meisterschaft im Slalom. Von der Eastern Ski Writers Association wurde sie als beste Juniorin der Saison 2011 mit dem Goldenen Ski ausgezeichnet.

### Aufstieg an die Weltspitze (2011–2013)

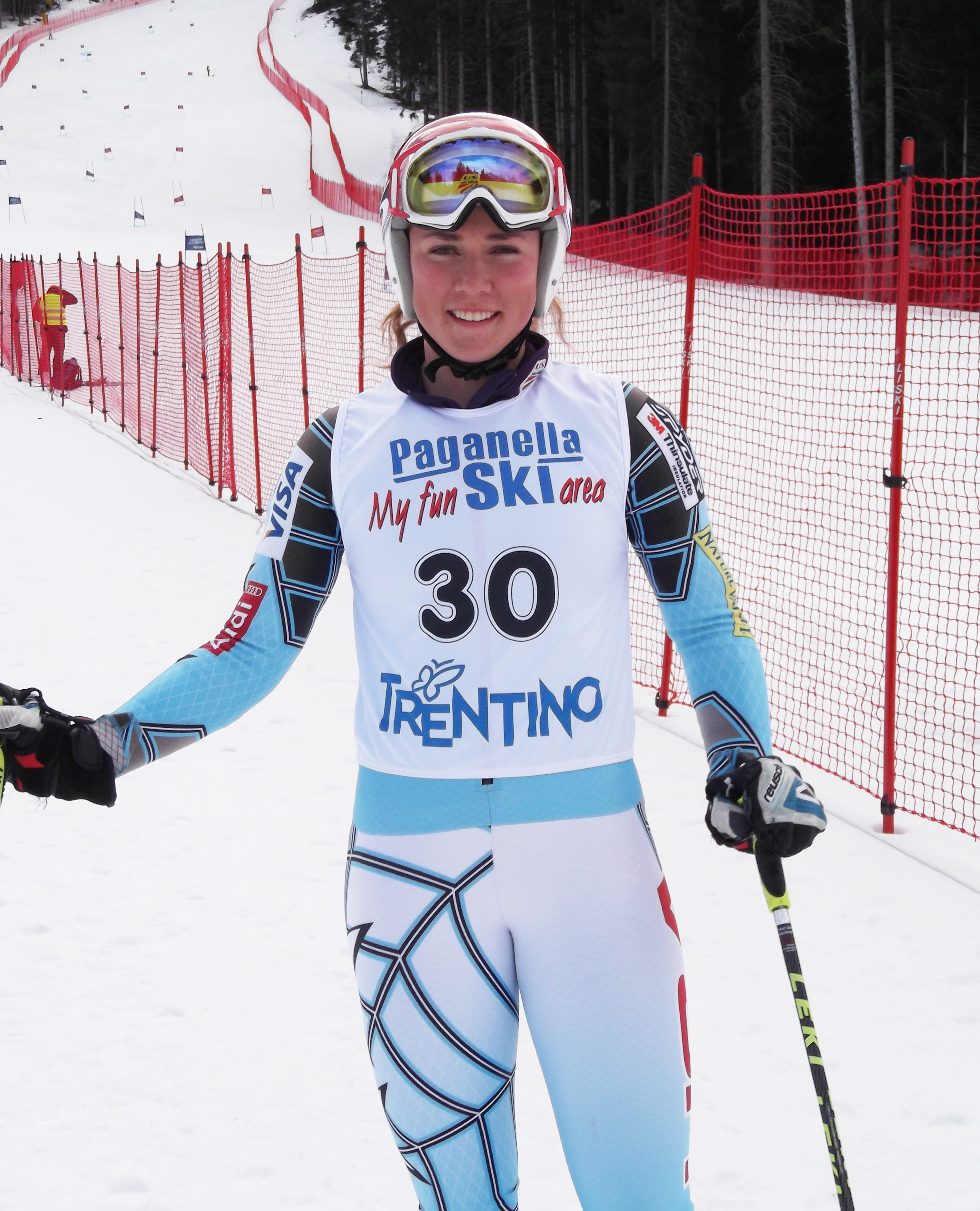
Mikaela Shiffrin in Andalo, 2012

Am 27. November 2011 fuhr Shiffrin beim Slalom in Aspen, ihrem vierten Einsatz im Weltcup, auf den achten Platz und gewann damit erstmals Weltcuppunkte. Einen Monat später erreichte sie im Alter von 16 Jahren und 9 Monaten im Slalom von Lienz den ersten Podestplatz in einem Weltcuprennen, als sie mit Laufbestzeit im zweiten Durchgang hinter Marlies Schild und Tina Maze auf den dritten Rang fuhr. Bis Ende der Saison 2011/2012 gelangen Shiffrin zwei weitere Top-Ten-Ergebnisse, womit sie 17. im Slalomweltcup wurde. Beim Nor-Am Cup nahm sie in diesem Winter nur noch an drei Rennen zu Saisonbeginn teil, von denen sie eines, den zweiten Slalom in Loveland, gewann. Bei den Juniorenweltmeisterschaften 2012 in Roccaraso kam sie nach einem Ausfall im Slalom nur im Riesenslalom als 20. ins Ziel. Ihren US-Meistertitel im Slalom konnte sie 2012 erfolgreich verteidigen.
Nach einem weiteren dritten Platz im November 2012 gewann Shiffrin am 20. Dezember 2012 ihr erstes Weltcuprennen, den Slalom von Åre. Zwei weitere Siege folgten am 4. Januar 2013 in Zagreb und am 15. Januar in Flachau. Bei den Weltmeisterschaften 2013 in Schladming gewann sie die Goldmedaille im Slalom. Sie ist damit eine der jüngsten Weltmeisterinnen überhaupt; jünger waren nur die Liechtensteinerin Hanni Wenzel 1974 und die Britin Esmé MacKinnon im Jahr 1931. Vor dem Weltcupfinale in Lenzerheide lag Shiffrin in der Slalomwertung sieben Punkte hinter Tina Maze. Mit dem vierten Sieg der Saison zog sie an dieser vorbei und entschied die Wertung mit 33 Punkten Vorsprung für sich.

### Dominanz im Slalom, Olympiasieg, zweiter WM-Titel und Verletzung (2013–2016)
Shiffrin begann die Saison 2013/14 mit einem sechsten Platz im Riesenslalom von Sölden. Ihre Slalom-Siegesserie setzte sie dann am 16. November 2013 in Levi fort. Am 1. Dezember 2013 gelang ihr in Beaver Creek als Zweite die erste Podestplatzierung in einem Weltcup-Riesenslalom. Am 5. Januar 2014 folgte in Bormio ihr sechster Slalom-Weltcupsieg. Bei den Olympischen Winterspielen in Sotschi gewann Shiffrin als bisher jüngste Läuferin die Goldmedaille im Slalom. Im Riesenslalom belegte sie Platz 5.
Zu Beginn der Saison 2014/15 feierte sie ihren ersten Sieg im Riesenslalom, als sie das Rennen in Sölden zeitgleich mit Anna Fenninger beendete. Bei den Skiweltmeisterschaften 2015 in Vail/Beaver Creek sicherte sie sich ihren zweiten WM-Titel im Slalom. Im Slalomweltcup gewann Shiffrin fünf der letzten sechs Rennen der Saison; damit konnte sie die Disziplinenwertung zum dritten Mal in Folge für sich entscheiden, was zuletzt Vreni Schneider 20 Jahre zuvor gelungen war. Die Schweizerin siegte von 1992 bis 1995 sogar viermal in Folge.
Am 28. November 2015 gewann Shiffrin den Slalom von Aspen mit einem Vorsprung von 3,07 Sekunden auf Veronika Velez-Zuzulová, dem größten Vorsprung in einem Weltcupslalom überhaupt. Die vorherige Rekordmarke war am 10. März 1968 aufgestellt worden, als Florence Steurer mit 3,00 Sekunden vor Annie Famose gewonnen hatte. Auch den tags darauf ebenfalls in Aspen gefahrenen Slalom konnte sie als Siegerin beenden. Nach dem dominanten Saisonbeginn zog sie sich wenige Tage später beim Weltcup in Åre einen Innenbandriss und eine Knochenprellung im rechten Knie zu. Zunächst hieß es, sie würde die gesamte restliche Saison verpassen, doch die Genesung verlief schneller als erwartet, sodass sie nur fünf der acht verbliebenen Slalomrennen versäumte. Bei ihrem Comeback am 15. Februar 2016 gewann sie den Slalom in Crans-Montana. Auch den folgenden in Jasná konnte sie für sich entscheiden, ebenso jenen beim Saisonfinale in St. Moritz. Somit hatte Shiffrin in der Saison 2015/16 alle fünf Weltcupslaloms für sich entschieden, zu denen sie angetreten war, und beendete den Slalomweltcup als Vierte hinter Frida Hansdotter, Veronika Velez-Zuzulová und Wendy Holdener.

### Dritter Weltmeistertitel und Gesamtweltcupsieg (2016/2017)
Auch die ersten vier Slalomrennen der Saison 2016/17 gewann sie, bevor die Serie mit einem Ausfall im fünften Slalom in Zagreb endete. Es war ihr erster Ausfall in einem Weltcupslalom nach vier Jahren (am 29. Dezember 2012 konnte sie am Semmering als Vierte des ersten Laufes den zweiten Durchgang nicht beenden). Aber schon am 8. Januar 2017 ging ihre Siegesserie beim Slalom in Maribor weiter. Am Semmering stellte sie den Rekord von Lindsey Vonn und Katja Seizinger ein, in drei Tagen drei Rennen zu gewinnen.
Sie beteiligte sich ab Saisonbeginn auch mehrmals an den so genannten Speedrennen, bei denen sie aufgrund der Startnummern-Regelung mit der Nr. 31 startete. Mit dieser Nummer überraschte sie am 29. Januar 2017 beim Super-G in Cortina d’Ampezzo, als sie mit Platz vier nur um drei Hundertstelsekunden das Podest verpasste.
Bei den Weltmeisterschaften in St. Moritz konzentrierte sie sich ganz auf die technischen Disziplinen. Sie gewann am 16. Februar Silber im Riesenslalom und zwei Tage danach mit zweimal Laufbestzeit und einem Vorsprung von 1,64 Sekunden (dem größten seit Ingrid Lafforgue am 13. Februar 1970 bei den Weltmeisterschaften in Gröden mit 1,71 s) die Goldmedaille im Slalom. Sie hatte damit zum dritten Mal in Folge den Weltmeistertitel im Slalom gewonnen, was vor ihr erst Christl Cranz in den Jahren 1937 bis 1939 gelungen war; außerdem war es (mit Olympia 2014) ihr vierter großer Titel hintereinander.
Nach den Weltmeisterschaften gelang ihr in Crans-Montana erstmals auch ein Sieg in einer Super-Kombination. In Squaw Valley gewann sie sowohl den Riesentorlauf als auch den Slalom, was bereits den Gewinn der Slalom-Gesamtwertung bedeutete. Beim Finale in Aspen sicherte sie sich den Weltcup-Gesamtsieg. Beim Duell um die Gesamtwertung im Riesenslalom zog sie allerdings im letzten Rennen am 19. März gegen die mit 80 Punkten Vorsprung angetretene Tessa Worley den Kürzeren.

### Zweiter Sieg im Gesamtweltcup und Olympiasiegerin im Riesenslalom (2017/18)

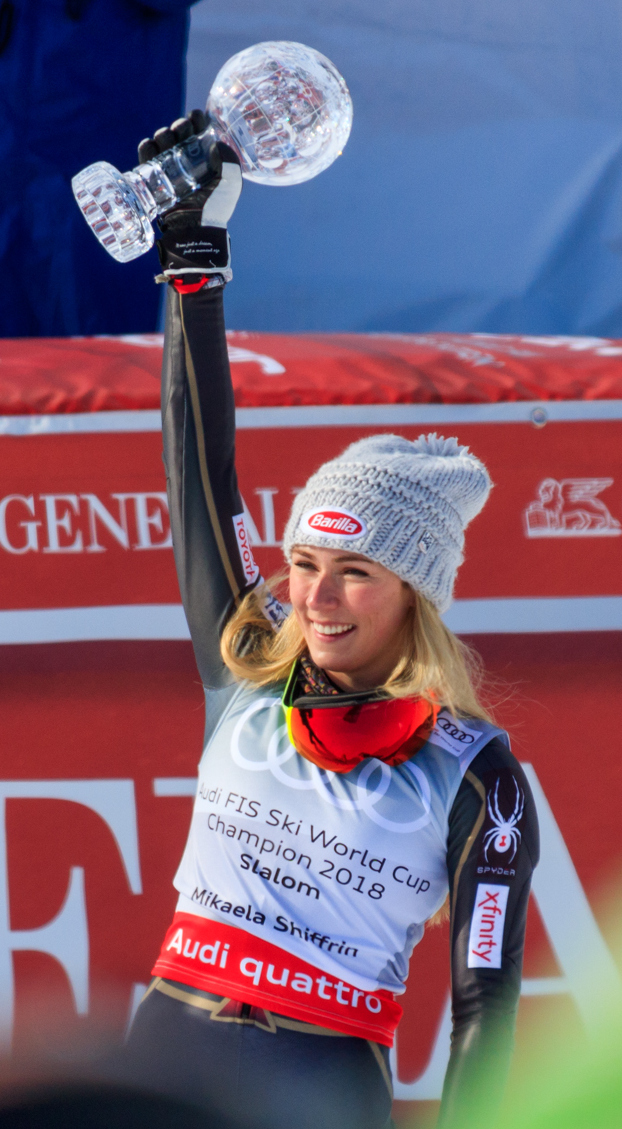
Mikaela Shiffrin mit der Weltcup-Kugel für die Slalomwertung 2018

Shiffrin verlor zwar den ersten Slalom der Saison 2017/2018 in Levi überraschend gegen Petra Vlhová, setzte danach aber erneut zu einem Siegeslauf an. In den ersten vier Rennen, die sie bestritt, stand sie immer auf dem Podest – und das in drei verschiedenen Disziplinen. In Lake Louise gewann sie zum ersten Mal eine Abfahrt, bei ihrem erst vierten Start in dieser Disziplin. Zwischen dem 1. und dem 9. Januar gewann sie fünf Rennen in Folge. In ihrer Paradedisziplin Slalom gewann sie neun von elf Rennen. Damit übertraf sie den Rekord von Janica Kostelić, die es im Winter 2000/2001 auf acht Slalomsiege gebracht hatte. Zwei von Shiffrins Siegen wurden allerdings in Parallelbewerben errungen, die es zu Zeiten Kostelics noch nicht gegeben hat. Mehr Saisonerfolge in einer Disziplin hat keine andere Skifahrerin erreicht. Sie konnte dadurch den Sieg im Gesamtweltcup wiederholen, obwohl sie zur Schonung auch Speed-Rennen und Kombinationen ausließ.
Bei den Olympischen Winterspielen 2018 in Pyeongchang gewann Shiffrin die Goldmedaille im Riesenslalom und die Silbermedaille in der Kombination, während sie in ihrer Paradedisziplin als Vierte das Podest verpasste. Nach dem Sieg im Riesenslalom ließ sie den Super-G aus.

### Dritter Gesamtweltcupsieg in Folge und zwei Weltmeistertitel (2018/19)
In der Saison 2018/19 setzte Shiffrin ihre Siegesserie fort. Am 2. Dezember 2018 entschied sie den Super-G von Lake Louise für sich. Sie ist damit erst die siebente Athletin mit Weltcupsiegen in allen fünf Disziplinen. Und ist zudem die einzige Person in der Weltcupgeschichte, die in den aktuellen sechs Disziplinen Siege vorweisen kann, neben den fünf klassischen Disziplinen gewann sie auch Parallelrennen.
Bei ihrem Sieg im Slalom in Courchevel egalisierte Shiffrin mit 35 Siegen im Slalom den Rekord von Marlies Schild und wurde mit 23 Jahren und neun Monaten zur jüngsten Fahrerin, die 50 Weltcupsiege errang. In Semmering brach sie mit ihrem 36. Sieg im Slalom den Rekord von Schild und gewann als Erste im Weltcup 15 Rennen in einem Kalenderjahr. Mit ihrem insgesamt 51. Weltcupsieg überholte sie in den Siegstatistiken zudem den legendären Alberto Tomba. Bei ihrem Sieg im Riesenslalom am Kronplatz erreichte Shiffrin ihren zehnten Saisonsieg. Sie ist damit die erste Frau, der es gelang in drei Saisons mindestens zehn Rennen zu gewinnen und das sogar in Folge. Nur Hermann Maier und Ingemar Stenmark gelang das zuvor ebenfalls, sie und Stenmark sind allerdings die Einzigen, die das in Serie erreichten. Nach Siegen im Riesenslalom und Slalom in Maribor zog sie mit 56 Erfolgen im Weltcup an Vreni Schneider vorbei und liegt an dritter Stelle der Bestenliste.
In diesem Jahr wurde sie auch zur Dominatorin im Super-G: Von den fünf Rennen, die im Dezember 2018 und Januar 2019 stattfanden, gewann sie alle drei, bei denen sie angetreten ist (nach Lake Louise auch noch die zwei in St. Moritz und Cortina d’Ampezzo); die Super-G Rennen in Gröden und Garmisch-Partenkirchen ließ sie hingegen bewusst aus. Bei den Weltmeisterschaften 2019 in Åre gewann sie das Auftaktrennen, den Super-G. Es war ihr erster Start in einer Speed-Disziplin bei Weltmeisterschaften. Sie entschloss sich danach, in den Bewerben Alpine Kombination und Abfahrt nicht anzutreten, wofür manche (Ex-)Kollegen wenig Verständnis zeigten, da sie doch zumindest in der Alpinen Kombination auch zu den Favoritinnen zu zählen war. Sie rechtfertigte sich in einem ausführlichen Instagram-Statement und erklärte, sie kenne ihre Grenzen und wolle sich nicht von Überheblichkeit ihre Erwartungen und Ziele diktieren lassen. In der Folge konnte sie auch den WM-Titel im Slalom verteidigen und wurde damit zur ersten Skirennläuferin, die viermal in Folge in einer Disziplin WM-Gold gewinnen konnte.
Beim City-Event in Stockholm stellte Shiffrin mit dem 14. Saisonsieg den 30 Jahre alten Rekord von Vreni Schneider ein, zudem gewann sie den Slalomweltcup zum sechsten Mal und egalisierte damit auch diese Bestmarke von Schneider. Nach der Absage der Abfahrt in Rosa Chutor wurde sie vorzeitig zum dritten Mal in Serie Gesamtweltcupsiegerin, da die Zweitplatzierte Petra Vlhová bei noch sieben ausstehenden Rennen bereits 719 Punkte Rückstand hatte.
Beim Slalom in Špindlerův Mlýn stellte sie mit ihrem 15. Saisonerfolg einen neuen Rekord auf. Beim letzten Super-G der Saison beim Weltcupfinale in Soldeu reichte ihr ein geteilter vierter Rang, um erstmals den Disziplinenweltcup in einer Speed-Disziplin zu gewinnen. Nach dem Sieg im Slalom konnte sie weitere Bestmarken aufstellen, so gelangen ihr wie Janica Kostelić in der Saison 2000/01 acht Saisonsiege in dieser Disziplin, stand wie Vreni Schneider 1988/89 und Kostelić 2005/06 in jedem Rennen auf dem Podium und stellte mit 1160 Punkten im Slalomweltcup einen neuen Bestwert auf. Beim abschließenden Riesenslalom feierte sie ihren insgesamt 60. Weltcupsieg sowie den 17. Saisonsieg, damit gewann sie auch diese Wertung. Shiffrin gewann somit vier Kristallkugeln in dieser Saison und stellte damit den Rekord von Lindsey Vonn ein. In 26 Weltcuprennen erreichte sie 2204 Punkte und holte damit 84,77 Punkte im Schnitt pro Rennen und übertraf damit die alte Bestmarke von Maze deutlich.

### Saison 2019/20
Zu Beginn der Saison 2019/20 war Shiffrin vor allem im Slalom erfolgreich, während sie sich im Riesenslalom zunächst drei Mal geschlagen geben musste. Nachdem sie sich beim Riesenslalom in Courchevel Mitte Dezember nur im 17. Rang klassiert hatte, nahm sie sich gar eine kurze Auszeit, um trainieren zu können. Das zahlte sich aus: Bei den nächsten Rennen in Lienz gewann sie zehn Tage später sowohl den Riesenslalom als auch den Slalom mit klarem Vorsprung. Es waren dies ihre Weltcupsiege 63 und 64, womit sie Annemarie Moser-Pröll hinsichtlich der Anzahl Weltcupsiege überholte.
Sie war damit zu jenem Zeitpunkt die zweiterfolgreichste Skiläuferin hinter Lindsey Vonn. Mit dem Sieg im Slalom von Lienz egalisierte sie zugleich den Rekord von 43 Siegen in der gleichen Disziplin, der von Vonn in der Abfahrt aufgestellt worden war. Im Januar musste sie zunächst überraschend zweimal im Slalom der Slowakin Petra Vlhová geschlagen geben: In Zagreb wurde sie mit einem Rückstand von 1,31 Sekunden gar regelrecht deklassiert; in Flachau wurde sie, noch hinter Anna Swenn-Larsson, nur Dritte. Ende Januar holte sie in Bansko hingegen mit den Siegen in der Abfahrt und im Super-G zwei Erfolge in den Speed-Disziplinen und baute ihren Vorsprung im Gesamtweltcup weiter aus.
Am 2. Februar 2020 verstarb überraschend ihr Vater Jeff Shiffrin im Alter von 65 Jahren an den Folgen eines Unfalls im eigenen Haus. Mikaela Shiffrin reiste daraufhin nach Hause in die Vereinigten Staaten und unterbrach ihre Saison auf unbestimmte Zeit. Sie ließ die Rennen in Garmisch-Partenkirchen, Kranjska Gora, Crans-Montana und La Thuile aus und verlor dadurch die Führung im Gesamtweltcup an die Italienerin Federica Brignone.
Sie kündigte ihre Rückkehr für die Rennen in Åre an. Kurz darauf sagte die FIS diese jedoch wegen der Coronavirus-Pandemie ab und erklärte die Saison vorzeitig für beendet. Shiffrin hatte somit keine Möglichkeit mehr, ihren Rückstand im Gesamtweltcup (153 Punkte) und in der Slalomwertung (20 Punkte) aufzuholen. Sie gewann in diesem Winter erstmals seit 2016 keine Kristallkugel.

### Saison 2020/21
In der Saison 2020/21 mit den Weltmeisterschaften in Cortina d’Ampezzo wurde der Gesamtweltcup von Shiffrin etwas vernachlässigt: Sie startete in keinem einzigen Speed-Event und ließ auch den Saisonauftakt in Sölden aus. Während der gesamten Saison gewann sie „nur“ drei Rennen, seit 2013 hatte sie in jeder Saison zumindest vier Siege eingefahren. Der erste Saisonsieg gelang ihr in ihrem vierten Rennen, dem zweiten Riesenslalom von Courchevel am 14. Dezember 2020. Am 12. Januar 2021 gewann Shiffrin den Slalom von Flachau, der 68. Sieg im Weltcup war zugleich der 100. Podestplatz, mit 25 Jahren erreichte sie es als bisher jüngste Athletin. Dazu stellte sie mit ihrem 44. Erfolg im Slalom den Rekord für die meisten Siege in einer Disziplin bei den Damen auf. Mit ihrem dritten Saisonsieg, dem Slalom von Jasna am 6. März 2021, erhöhte sie die Anzahl ihrer Weltcup-Siege auf 69.
Bei den Weltmeisterschaften 2021 in Cortina d’Ampezzo holte sie im Super-G die Bronze-Medaille, ohne zuvor in der gesamten Saison ein einziges Rennen in der Disziplin bestritten zu haben. Wenige Tage später vergoldete Shiffrin ihren Aufenthalt in Cortina d’Ampezzo mit ihrem ersten WM-Sieg in der Alpinen Kombination und holte damit ihr sechstes WM-Gold insgesamt. Im Riesenslalom wurde sie knapp von Lara Gut-Behrami geschlagen, die Silbermedaille war die insgesamt zehnte WM-Medaille. Im abschließenden Slalom gewann Shiffrin Bronze, damit holte sie insgesamt vier Medaillen bei den Weltmeisterschaften.
Im Weltcup blieb sie mit dem vierten Platz in der Gesamtwertung und jeweils zweiten Plätzen in der Slalom- und Riesenslalomwertung zum zweiten Mal in Folge ohne Kristallkugel.

### Vierter Gesamtweltcupsieg (2021/22)
Beim Saisonauftakt in Sölden gewann Shiffrin den Riesenslalom vor Lara Gut-Behrami und feierte damit ihren 70. Weltcupsieg. In Levi wurde sie im Slalom zweimal Zweite hinter ihrer stärksten Rivalin Petra Vlhová, ehe sie Ende November in Killington den Slalom vor Vlhová gewinnen konnte. Es war ihr bereits fünfter Sieg an diesem Ort und der insgesamt 46. Weltcupsieg im Slalom, womit sie die Bestmarke von Ingemar Stenmark für die meisten Siege in einer Disziplin egalisierte. Stenmark hatte 46 Riesenslaloms gewonnen. Shiffrin nahm auch bei den Speedrennen in Lake Louise teil. Während sie bei den beiden Abfahrten mit den Rängen 26 und 38 eine Enttäuschung hinnehmen musste, überzeugte sie als 6. im Super-G. Bei den Rennen in St. Moritz wurde sie zweimal 3. im Super-G, in Val-d’Isère belegte sie in derselben Disziplin den fünften Platz.
Kurz vor Weihnachten gewann sie den ersten Riesenslalom in Courchevel. Es war ihr 14. Sieg in dieser Disziplin, womit sie gleich viele Rennen wie Tina Maze, Lise-Marie Morerod, Viktoria Rebensburg, Tessa Worley und Anita Wachter gewonnen hatte und gemeinsam mit den Genannten dritterfolgreichste Athletin in der Weltcupgeschichte wurde. Im zweiten Rennen wurde sie Zweite hinter Sara Hector. Sie hatte damit ihren 114. Podestplatz im Weltcup erreicht und schloss zu Annemarie Moser-Pröll auf. Nur Lindsey Vonn hatte zu diesem Zeitpunkt noch mehr Podestplätze herausgefahren. In Schladming feierte sie ihren 47. Weltcupsieg im Slalom, damit ist sie Rekordhalterin bei den meisten Siegen in einer Disziplin.
Bei den Olympischen Winterspielen in Peking startete sie in sechs Disziplinen, konnte jedoch keine Medaille gewinnen. Sowohl im Riesenslalom als auch im Slalom schied sie im ersten Durchgang beim jeweils fünften Tor aus, in der Kombination startete sie als fünfte nach der Abfahrt in den Slalom und schied erneut aus. In den Speed-Disziplinen erreichte sie zwar das Ziel, allerdings außerhalb der Medaillenränge (Platz 9 im Super-G, Platz 18 in der Abfahrt). Erstmals nahm sie auch am olympischen Mixed Team Bewerb teil, aber auch da reichte es mit Platz 4 für das Team der USA knapp nicht für eine Medaille.
Im Weltcup danach lief es wieder etwas besser für sie: Mit zwei guten Platzierungen in Lenzerheide (zweite im Super-G, vierte im Riesenslalom) konnte sie gegenüber ihrer vorher punktegleichen Hauptkonkurrentin im Gesamtweltcup, Petra Vlhová, einen Vorsprung von 117 Punkten herausfahren, der allerdings nach den beiden Rennen in Are auf 56 Punkte geschrumpft war. Beim Weltcupfinale in Courchevel und Méribel gewann sie die Abfahrt und wurde Zweite im Super-G, damit baute sie ihren Vorsprung bei zwei ausstehenden Rennen auf 236 Punkte auf Vlhová aus. Dadurch sicherte sie sich zum vierten Mal den Gesamtweltcup. Mit vier Gesamtsiegen zog Shiffrin mit Lindsey Vonn gleich, nur Annemarie Moser-Pröll war erfolgreicher (6).

### Fünfter Gesamtweltcup und Weltcupsieg-Rekord (2022/23)

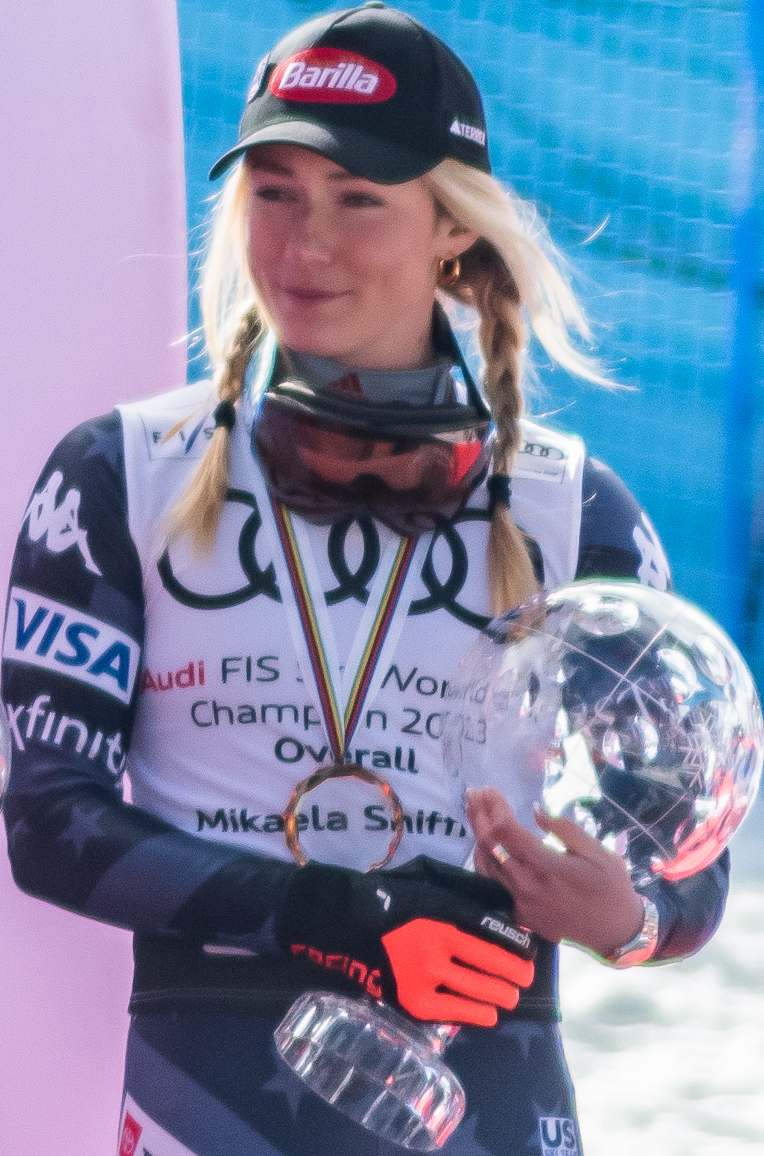
Mikaela Shiffrin mit der Weltcup-Kugel für den Sieg im Gesamtweltcup 2022/23

Zu Beginn der Saison 2022/23 gewann Shiffrin die beiden Slaloms von Levi. Nach einem weiteren Erfolg im Super-G von St. Moritz entschied sie in Semmering zum zweiten Mal nach 2016 drei Rennen innerhalb von drei Tagen für sich. Der Sieg im Slalom war der 50. Triumph in dieser Disziplin, der 80. Weltcupsieg insgesamt sowie der siebte in Semmering.
Anfang 2023 gewann Mikaela Shiffrin den Riesenslalom in Kranjska Gora und verbuchte damit ihren 82. Weltcupsieg, womit sie den zuvor von Lindsey Vonn gehaltenen Rekord bei den Frauen egalisierte. Im Skisport hat nur Ingemar Stenmark (86 Weltcupsiege) mehr erreicht.
Am 24. Januar gewann sie den Riesenslalom am Kronplatz und wurde mit 83 Siegen zur alleinigen Rekordhalterin. In Špindlerův Mlýn gewann sie den ersten Slalom und wurde am folgenden Tag Zweite, damit sicherte sie sich zum siebten Mal den Slalomweltcup und zog in dieser Statistik an Vreni Schneider vorbei.
Nachdem Shiffrin bei den Weltmeisterschaften 2023 in Courchevel/Méribel im Slalombewerb bei der Alpinen Kombination am 6. Februar 2023 knapp vor dem Ziel eingefädelt hatte und ausgefallen war, gewann sie zwei Tage später die Silbermedaille im Super-G. Am 16. Februar konnte sie mit der Goldmedaille im Riesenslalom ihren siebten Weltmeistertitel feiern. Im abschließenden Slalom am 18. Februar gewann sie hinter der kanadischen Überraschungssiegerin Laurence St-Germain eine weitere Silbermedaille.
Nach einem fünften Platz in der Abfahrt von Kvitfjell am 4. März stand Shiffrin vorzeitig zum fünften Mal als Siegerin des Gesamtweltcups fest. Sie liegt damit nach Anzahl Gesamtweltcuperfolgen nur noch hinter der rekordhaltenden Österreicherin Annemarie Moser-Pröll, die in den 1970er Jahren sechsmal den Gesamtweltcup gewinnen konnte. Am 10. März gewann sie mit dem Riesenslalom von Åre ihr 86. Weltcuprennen, womit sie den Allzeitrekord von Ingemar Stenmark einstellte, an diesem Ort hatte sie ihr erstes Rennen gewonnen. Durch den 20. Weltcupsieg im Riesenslalom zog sie mit Vreni Schneider gleich und gewann vorzeitig die Disziplinenwertung.
Einen Tag später gewann sie auch den Slalom und wurde mit 87 Erfolgen zur alleinigen Rekordhalterin. Beim Weltcupfinale in Soldeu gewann Shiffrin mit dem Riesenslalom am 19. März das letzte Rennen der Saison, damit ist sie auch in dieser Disziplin nach Siegen die Erfolgreichste. Mit 2206 Punkten (persönliche Bestmarke) und 14 Siegen gewann Shiffrin überlegen den Gesamtweltcup, sie hatte am Ende 989 Punkte Vorsprung auf Lara Gut-Behrami.

### Saison 2023/24
Auch in diese Saison startete Shiffrin erfolgreich, nach einem Sieg beim zweiten Slalom in Levi gewann sie bei ihrem Heimrennen in Killington den Slalom zum sechsten Mal, es war ihr 90. Weltcuperfolg. Am 9. Dezember 2023 siegte sie im Abfahrtsrennen in St. Moritz vor Sofia Goggia. Ende Dezember 2023 konnte sie den Riesenslalom und den Slalom in Lienz und damit erneut die beiden technischen Bewerbe in Österreich vor dem Jahreswechsel gewinnen. Am 21. Januar 2024 feierte sie beim Slalom in Jasná ihren 95. Weltcupsieg. Dabei stand sie zum 150. Mal im Weltcup auf dem Podium.
Bei ihrem Sturz in der Abfahrt von Cortina d’Ampezzo am 26. Januar 2024 zog sich Shiffrin eine Dehnung des Seitenbandes im Knie zu, was für sie eine mehrwöchige Pause bedeutete. Zu diesem Zeitpunkt war sie im Gesamtweltcup deutlich vorne gelegen, wurde dann aber später durch den Sieg von Lara Gut im Riesenslalom von Soldeu am 10. Februar 2024 als Führende abgelöst. Am 10. März 2024 gab Shiffrin beim Slalom in Åre ihr Comeback, gewann das Rennen und sicherte sich damit zum achten Mal den Slalomweltcup. Am 16. März 2024 gewann Shiffrin auch den letzten Slalom der Saison beim Weltcupfinale in Saalbach-Hinterglemm. Dieser Erfolg war gleichzeitig ihr 60. Weltcupsieg im Slalom.

### Saison 2024/25
Zu Beginn der Saison feierte Shiffrin im November 2024 in Levi ihren 61. Weltcupsieg im Slalom mit einem Vorsprung von 79 Hundertstelsekunden auf Katharina Liensberger und 83 Hundertstelsekunden auf Lena Dürr.
Eine Woche später gewann sie mit dem erstmals bei den Damen ausgetragenen Slalom von Gurgl ihr 99. Weltcuprennen.
Am 30. November 2024 kam Shiffrin im Riesenslalom von Killington kurz vor dem Ziel schwer zu Sturz und zog sich eine Stichwunde am Bauch zu. Sie war als Führende in den zweiten Durchgang gegangen und hatte den 100. Weltcup-Sieg vor Augen gehabt. Anderthalb Wochen nach dem Sturz kam es zu Komplikationen bei der Genesung ihrer Bauchverletzung und sie musste sich einer Operation unterziehen.
Exakt zwei Monate nach ihrem Sturz im Riesenslalom von Killington, am 30. Januar 2025, gab Shiffrin beim Slalom von Courchevel ihr Comeback. Beim Sieg der Kroatin Zrinka Ljutić beendete sie das Rennen auf dem 10. Platz. Damit konnte sie erstmals nach einer Verletzungspause nicht direkt wieder ein Rennen gewinnen.
Bei den Weltmeisterschaften 2025 in Saalbach-Hinterglemm wurde Shiffrin am 11. Februar 2025 gemeinsam mit Breezy Johnson Weltmeisterin in der erstmals ausgetragenen Team-Kombination und gewann damit ihre achte Goldmedaille bei Weltmeisterschaften und die 15. Medaille insgesamt, womit sie den Rekord von Christl Cranz egalisierte. Neben der Team-Kombination trat sie nur noch im Slalom an. Dort lag sie nach dem ersten Lauf noch auf dem 3. Rang, im zweiten Lauf fiel sie auf Rang 5 zurück, wobei sie die Bronzemedaille um lediglich 5 Hundertstelsekunden verpasste.
Zwei Wochen später gelang ihr beim Slalom in Sestriere der historische 100. Weltcupsieg. Sie egalisierte dabei zugleich Ingemar Stenmarks Rekord von 155 Podestplätzen, den sie am 9. März beim Slalom von Åre, bei dem sie Dritte wurde, übertraf.

## Persönliches
Im Sommer 2017 machte Shiffrin ihre Beziehung mit dem französischen Skirennläufer Mathieu Faivre öffentlich. Im Oktober 2019 wurde die Trennung des Paares bekannt.
Ende Mai 2021 gab Shiffrin eine Beziehung mit dem norwegischen Skifahrer Aleksander Aamodt Kilde bekannt. Am 5. April 2024 verlobte sie sich mit ihm.

## Rekorde
Im Slalom ist Mikaela Shiffrin die erfolgreichste Athletin der Geschichte. 2014 wurde sie mit 18 Jahren zur jüngsten Olympiasiegerin in dieser Disziplin. Von 2013 bis 2019 wurde sie viermal in Folge Slalomweltmeisterin, dies gelang vor ihr nur noch Christl Cranz in den 1930er-Jahren. Bei 18 WM-Starts gewann sie 15 Medaillen, ebenfalls ein Rekord, den sie mit Cranz teilt. Außerdem stand sie bei sechs aufeinanderfolgenden Weltmeisterschaften im Slalom immer auf dem Podest. Zudem gewann sie bei allen sieben Weltmeisterschaften, an denen sie teilnahm, mindestens eine Goldmedaille, und zwar in fünf verschiedenen Disziplinen – Letzteres ein Rekord, den sie mit Anja Pärson teilt. In drei Disziplinen (Slalom, Riesenslalom und Super-G) konnte sie im Laufe von 10 Jahren (2013–2023) den kompletten Medaillensatz (Gold/Silber/Bronze) einsammeln. 
Auch im Weltcup stellte sie im Slalom zahlreiche Rekorde auf. Sie ist mit 64 Siegen Rekordsiegerin in dieser Disziplin, das sind die meisten Siege in einer Disziplin im gesamten Weltcup. Sie gewann als Einzige achtmal den Slalomweltcup. In der Saison 2018/19 gewann sie acht Rennen im Slalom und stellte damit den Rekord von Janica Kostelić aus der Saison 2000/01 ein. Dazu stand Shiffrin in jedem der neun Rennen in dieser Saison auf dem Podium und stellte damit die Bestmarke von Kostelic (2005/06) und Vreni Schneider (1988/89) ein, auch die in derselben Saison erzielten 1160 Punkte im Slalomweltcup (zu denen auch 100 Punkte für den Sieg bei einem Parallelwettbewerb und 180 Punkte aus zwei City Events zählen) sind Bestwert. Am 28. November 2015 gewann sie in Aspen einen Weltcupslalom mit 3,07 Sekunden Vorsprung und stellte auch damit einen neuen Rekord auf.
Mit bisher 101 Weltcupsiegen ist sie die erfolgreichste Läuferin der Weltcupgeschichte. Am 24. Januar 2023 übertraf sie den Rekord bei den Frauen von Lindsey Vonn. Am 10. März 2023 zog sie auch mit Ingemar Stenmark gleich und übertraf diesen einen Tag später. In der Saison 2018/19 stellte sie mit 17 Saisonsiegen im Weltcup einen neuen Rekord auf, auch die im Kalenderjahr 2018 erzielten 15 Siege sind Bestwert. Von 2016/17 bis 2018/19 gelang es ihr in drei Saisons in Folge, mindestens elf Weltcuprennen zu gewinnen, insgesamt erreichte sie elf oder mehr Siege in vier Saisons. Mit 157 Podien im Weltcup führt sie auch diese Statistik an. Sie und Lindsey Vonn (2009/10 und 2011/12) sind die Einzigen, die vier Kristallkugeln in einer Saison gewinnen konnten, 2018/19 gewann Shiffrin den Gesamtweltcup sowie den Slalom-, Riesenslalom- und Super-G-Weltcup. Sie und sechs weitere Athletinnen haben bisher Rennsiege in den fünf klassischen Disziplinen erzielt, durch weitere Erfolge im Parallelwettbewerb ist Shiffrin die einzige Person in der Weltcupgeschichte, die in sechs Disziplinen Siege errang.
2016 entschied sie am Semmering mit zwei Riesenslaloms und einem Slalom drei Rennen innerhalb von drei Tagen für sich, damit ist sie eine von vier Rennläuferinnen neben Vonn, Katja Seizinger und Sofia Goggia, denen das gelang. Sie wiederholte diesen Dreifachsieg 2022 ebenfalls am Semmering. In der Saison 2018/19 erreichte Shiffrin einen neuen Bestwert beim Weltcup-Punkteschnitt. In 26 Rennen erzielte sie 2204 Punkte, das entspricht einem Schnitt von 84,77 Punkten pro Rennen. Den Rekord der meisten erzielten Weltcup-Punkte in einer Saison hält weiterhin Tina Maze aus der Saison 2012/13 mit 2414 Punkten aus 35 Rennen (Schnitt somit 68,97 Punkte pro Rennen). Mikaela Shiffrin hält den Rekord der meisten Riesenslalom-Siege im Weltcup (22). Mit sieben Siegen hat sie auch die meisten Saisonsiege in dieser Disziplin errungen (2022/23).

## Erfolge

### Olympische Winterspiele
- Sotschi 2014: 1. Slalom, 5. Riesenslalom
- Pyeongchang 2018: 1. Riesenslalom, 2. Alpine Kombination, 4. Slalom
- Peking 2022: 4. Team, 9. Super-G, 18. Abfahrt

### Weltmeisterschaften
- Schladming 2013: 1. Slalom, 6. Riesenslalom
- Vail/Beaver Creek 2015: 1. Slalom, 8. Riesenslalom
- St. Moritz 2017: 1. Slalom, 2. Riesenslalom
- Åre 2019: 1. Super-G, 1. Slalom, 3. Riesenslalom
- Cortina d’Ampezzo 2021: 1. Alpine Kombination, 2. Riesenslalom, 3. Super-G, 3. Slalom
- Courchevel/Méribel 2023: 1. Riesenslalom, 2. Super-G, 2. Slalom
- Saalbach-Hinterglemm 2025: 1. Team-Kombination, 5. Slalom

### Weltcupwertungen
| Saison  | Gesamt | Gesamt | Abfahrt | Abfahrt | Super-G | Super-G | Riesenslalom | Riesenslalom | Slalom | Slalom | Kombination | Kombination | Parallel | Parallel |
| Saison  | Platz  | Punkte | Platz   | Punkte  | Platz   | Punkte  | Platz        | Punkte       | Platz  | Punkte | Platz       | Punkte      | Platz    | Punkte   |
| ------- | ------ | ------ | ------- | ------- | ------- | ------- | ------------ | ------------ | ------ | ------ | ----------- | ----------- | -------- | -------- |
| 2011/12 | 43.    | 168    | –       | –       | –       | –       | 49.          | 5            | 17.    | 163    | –           | –           | –        | –        |
| 2012/13 | 5.     | 822    | –       | –       | –       | –       | 19.          | 134          | 1.     | 688    | –           | –           | –        | –        |
| 2013/14 | 6.     | 895    | –       | –       | –       | –       | 7.           | 257          | 1.     | 638    | –           | –           | –        | –        |
| 2014/15 | 4.     | 1036   | –       | –       | –       | –       | 3.           | 357          | 1.     | 679    | –           | –           | –        | –        |
| 2015/16 | 10.    | 648    | –       | –       | 39.     | 18      | 21.          | 94           | 4.     | 500    | 23.         | 32          | –        | –        |
| 2016/17 | 1.     | 1643   | 36.     | 33      | 24.     | 70      | 2.           | 600          | 1.     | 840    | 6.          | 100         | –        | –        |
| 2017/18 | 1.     | 1773   | 5.      | 256     | 28.     | 56      | 3.           | 481          | 1.     | 980    | –           | –           | –        | –        |
| 2018/19 | 1.     | 2204   | 25.     | 79      | 1.      | 350     | 1.           | 615          | 1.     | 1160   | –           | –           | –        | –        |
| 2019/20 | 2.     | 1225   | 5.      | 256     | 7.      | 186     | 3.           | 314          | 2.     | 440    | –           | –           | 20.      | 29       |
| 2020/21 | 4.     | 1075   | –       | –       | –       | –       | 2.           | 420          | 2.     | 655    | –           | –           | –        | –        |
| 2021/22 | 1.     | 1493   | 26.     | 105     | 3.      | 380     | 3.           | 507          | 2.     | 501    | –           | –           | –        | –        |
| 2022/23 | 1.     | 2206   | 12.     | 221     | 7.      | 240     | 1.           | 800          | 1.     | 945    | –           | –           | –        | –        |
| 2023/24 | 3.     | 1409   | 22.     | 100     | 29.     | 50      | 5.           | 429          | 1.     | 830    | –           | –           | –        | –        |
| 2024/25 | 16.    | 537    | –       | –       | –       | –       | 30.          | 51           | 4.     | 486    | –           | –           | –        | –        |

### Weltcupsiege
- 101 Weltcupsiege in Einzelrennen (64 × Slalom, 22 × Riesenslalom, 5 × Parallelrennen, 5 × Super-G, 4 × Abfahrt, 1 × Kombination)
- 157 Podestplätze in Einzelrennen (89 × Slalom, 43 × Riesenslalom, 10 × Super-G, 7 × Parallelrennen, 7 × Abfahrt, 1 × Kombination)
- 1 Podestplatz bei Mannschaftswettbewerben

|     | Datum             | Ort                  | Land        |
| --- | ----------------- | -------------------- | ----------- |
| 1.  | 20. Dezember 2012 | Åre                  | Schweden    |
| 2.  | 4. Januar 2013    | Zagreb               | Kroatien    |
| 3.  | 15. Januar 2013   | Flachau              | Österreich  |
| 4.  | 16. März 2013     | Lenzerheide          | Schweiz     |
| 5.  | 16. November 2013 | Levi                 | Finnland    |
| 6.  | 5. Januar 2014    | Bormio               | Italien     |
| 7.  | 14. Januar 2014   | Flachau              | Österreich  |
| 8.  | 8. März 2014      | Åre                  | Schweden    |
| 9.  | 15. März 2014     | Lenzerheide          | Schweiz     |
| 10. | 29. Dezember 2014 | Kühtai               | Österreich  |
| 11. | 4. Januar 2015    | Zagreb               | Kroatien    |
| 12. | 22. Februar 2015  | Maribor              | Slowenien   |
| 13. | 14. März 2015     | Åre                  | Schweden    |
| 14. | 21. März 2015     | Méribel              | Frankreich  |
| 15. | 28. November 2015 | Aspen                | USA         |
| 16. | 29. November 2015 | Aspen                | USA         |
| 17. | 15. Februar 2016  | Crans-Montana        | Schweiz     |
| 18. | 6. März 2016      | Jasná                | Slowakei    |
| 19. | 19. März 2016     | St. Moritz           | Schweiz     |
| 20. | 12. November 2016 | Levi                 | Finnland    |
| 21. | 27. November 2016 | Killington           | USA         |
| 22. | 11. Dezember 2016 | Sestriere            | Italien     |
| 23. | 29. Dezember 2016 | Semmering            | Österreich  |
| 24. | 8. Januar 2017    | Maribor              | Slowenien   |
| 25. | 11. März 2017     | Squaw Valley         | USA         |
| 26. | 26. November 2017 | Killington           | USA         |
| 27. | 28. Dezember 2017 | Lienz                | Österreich  |
| 28. | 3. Januar 2018    | Zagreb               | Kroatien    |
| 29. | 7. Januar 2018    | Kranjska Gora        | Slowenien   |
| 30. | 9. Januar 2018    | Flachau              | Österreich  |
| 31. | 10. März 2018     | Ofterschwang         | Deutschland |
| 32. | 17. März 2018     | Åre                  | Schweden    |
| 33. | 17. November 2018 | Levi                 | Finnland    |
| 34. | 25. November 2018 | Killington           | USA         |
| 35. | 22. Dezember 2018 | Courchevel           | Frankreich  |
| 36. | 29. Dezember 2018 | Semmering            | Österreich  |
| 37. | 5. Januar 2019    | Zagreb               | Kroatien    |
| 38. | 2. Februar 2019   | Maribor              | Slowenien   |
| 39. | 9. März 2019      | Špindlerův Mlýn      | Tschechien  |
| 40. | 16. März 2019     | Soldeu               | Andorra     |
| 41. | 23. November 2019 | Levi                 | Finnland    |
| 42. | 1. Dezember 2019  | Killington           | USA         |
| 43. | 29. Dezember 2019 | Lienz                | Österreich  |
| 44. | 12. Januar 2021   | Flachau              | Österreich  |
| 45. | 6. März 2021      | Jasná                | Slowakei    |
| 46. | 28. November 2021 | Killington           | USA         |
| 47. | 11. Januar 2022   | Schladming           | Österreich  |
| 48. | 19. November 2022 | Levi                 | Finnland    |
| 49. | 20. November 2022 | Levi                 | Finnland    |
| 50. | 29. Dezember 2022 | Semmering            | Österreich  |
| 51. | 4. Januar 2023    | Zagreb               | Kroatien    |
| 52. | 28. Januar 2023   | Špindlerův Mlýn      | Tschechien  |
| 53. | 11. März 2023     | Åre                  | Schweden    |
| 54. | 12. November 2023 | Levi                 | Finnland    |
| 55. | 26. November 2023 | Killington           | USA         |
| 56. | 29. Dezember 2023 | Lienz                | Österreich  |
| 57. | 16. Januar 2024   | Flachau              | Österreich  |
| 58. | 21. Januar 2024   | Jasná                | Slowakei    |
| 59. | 10. März 2024     | Åre                  | Schweden    |
| 60. | 16. März 2024     | Saalbach-Hinterglemm | Österreich  |
| 61. | 16. November 2024 | Levi                 | Finnland    |
| 62. | 23. November 2024 | Gurgl                | Österreich  |
| 63. | 23. Februar 2025  | Sestriere            | Italien     |
| 64. | 27. März 2025     | Sun Valley           | USA         |

|     | Datum              | Ort           | Land       |
| --- | ------------------ | ------------- | ---------- |
| 1.  | 25. Oktober 2014 * | Sölden        | Österreich |
| 2.  | 27. Dezember 2016  | Semmering     | Österreich |
| 3.  | 28. Dezember 2016  | Semmering     | Österreich |
| 4.  | 10. März 2017      | Squaw Valley  | USA        |
| 5.  | 19. Dezember 2017  | Courchevel    | Frankreich |
| 6.  | 6. Januar 2018     | Kranjska Gora | Slowenien  |
| 7.  | 21. Dezember 2018  | Courchevel    | Frankreich |
| 8.  | 15. Januar 2019    | Kronplatz     | Italien    |
| 9.  | 1. Februar 2019 ** | Maribor       | Slowenien  |
| 10. | 17. März 2019      | Soldeu        | Andorra    |
| 11. | 28. Dezember 2019  | Lienz         | Österreich |
| 12. | 14. Dezember 2020  | Courchevel    | Frankreich |
| 13. | 23. Oktober 2021   | Sölden        | Österreich |
| 14. | 21. Dezember 2021  | Courchevel    | Frankreich |
| 15. | 27. Dezember 2022  | Semmering     | Österreich |
| 16. | 28. Dezember 2022  | Semmering     | Österreich |
| 17. | 8. Januar 2023     | Kranjska Gora | Slowenien  |
| 18. | 24. Januar 2023    | Kronplatz     | Italien    |
| 19. | 25. Januar 2023    | Kronplatz     | Italien    |
| 20. | 10. März 2023      | Åre           | Schweden   |
| 21. | 19. März 2023      | Soldeu        | Andorra    |
| 22. | 28. Dezember 2023  | Lienz         | Österreich |

|    | Datum             | Ort               | Land      |
| -- | ----------------- | ----------------- | --------- |
| 1. | 2. Dezember 2018  | Lake Louise       | Kanada    |
| 2. | 8. Dezember 2018  | St. Moritz        | Schweiz   |
| 3. | 19. Januar 2019   | Cortina d’Ampezzo | Italien   |
| 4. | 26. Januar 2020   | Bansko            | Bulgarien |
| 5. | 18. Dezember 2022 | St. Moritz        | Schweiz   |

|    | Datum            | Ort         | Land       |
| -- | ---------------- | ----------- | ---------- |
| 1. | 2. Dezember 2017 | Lake Louise | Kanada     |
| 2. | 24. Januar 2020  | Bansko      | Bulgarien  |
| 3. | 16. März 2022    | Courchevel  | Frankreich |
| 4. | 9. Dezember 2023 | St. Moritz  | Schweiz    |

|    | Datum            | Ort           | Land    |
| -- | ---------------- | ------------- | ------- |
| 1. | 26. Februar 2017 | Crans-Montana | Schweiz |

|    | Datum             | Ort        | Land       | Art            |
| -- | ----------------- | ---------- | ---------- | -------------- |
| 1. | 31. Januar 2017   | Stockholm  | Schweden   | City Event     |
| 2. | 20. Dezember 2017 | Courchevel | Frankreich | Parallelslalom |
| 3. | 1. Januar 2018    | Oslo       | Norwegen   | City Event     |
| 4. | 9. Dezember 2018  | St. Moritz | Schweiz    | Parallelslalom |
| 5. | 19. Februar 2019  | Stockholm  | Schweden   | City Event     |

### Nor-Am Cup
- Saison 2010/11: 3. Gesamtwertung, 1. Slalomwertung, 3. Riesenslalomwertung, 3. Super-Kombinations-Wertung
- Saison 2012/13: 6. Riesenslalomwertung
- 9 Podestplätze, darunter 7 Siege:

| Datum             | Ort          | Land   | Disziplin         |
| ----------------- | ------------ | ------ | ----------------- |
| 14. Dezember 2010 | Panorama     | Kanada | Super-Kombination |
| 16. Dezember 2010 | Panorama     | Kanada | Riesenslalom      |
| 5. Januar 2011    | Sunday River | USA    | Slalom            |
| 6. Januar 2011    | Sunday River | USA    | Slalom            |
| 29. November 2011 | Loveland     | USA    | Slalom            |
| 28. November 2012 | Aspen        | USA    | Riesenslalom      |
| 29. November 2012 | Aspen        | USA    | Riesenslalom      |

### Juniorenweltmeisterschaften
- Crans-Montana 2011: 3. Slalom
- Roccaraso 2012: 20. Riesenslalom

### Weitere Erfolge
- 6 US-amerikanische Meistertitel (Slalom 2011, 2012, 2015 und 2016, Riesenslalom 2014 und 2016)
- 5 Siege beim Whistler Cup
- 2 Siege beim Trofeo Topolino

## Sonstiges
Im Oktober 2014 wurde in Avon, genau zwischen Shiffrins Wohnort Eagle-Vail und dem WM-Schauplatz Beaver Creek, eine Straße nach ihr benannt; auf dem Mikaela Way befindet sich die öffentliche Bibliothek von Avon.
In den Jahren 2017, 2019 und 2023 wurde Shiffrin mit dem Skieur d’Or als herausragendste alpine Skirennläuferin der vergangenen Saison ausgezeichnet und ist damit Rekordsiegerin bei den Damen.
2023 wurde sie vom TIME-Magazin in die Liste der 100 einflussreichsten Personen des Jahres aufgenommen.
2025 wurde Shiffrin vom Dartmouth College in Hanover, New Hampshire (USA), ein Ehrendoktortitel verliehen.